# 吊罗坭竹
吊罗坭竹（学名：Bambusa diaoluoshanensis）为禾本科簕竹属下的一个种。

## 扩展阅读
- 維基物種上的相關：吊罗坭竹